# Paula Ramírez
Paula Ramírez Ibáñez (Barcellona, 23 aprile 1996) è una nuotatrice artistica spagnola.

## Palmarès
- Giochi olimpici

Parigi 2024: bronzo nella gara a squadre.
- Mondiali

Gwangju 2019: bronzo nel team highlights.
Budapest 2022: bronzo nel team highlights.
Fukuoka 2023: oro nella gara a squadre (programma tecnico).
Doha 2024: argento nella gara a squadre (programma tecnico).
Singapore 2025: bronzo nella gara a squadre (programma tecnico), nella gara a squadre (programma libero) e nel libero combinato.
- Europei

Londra 2016: bronzo nella gara a squadre (programma libero)
Glasgow 2018: bronzo nella gara a squadre (libero combinato)
Budapest 2020: bronzo nella gara a squadre (programma tecnico)
Funchal 2025: oro nella gara a squadre (programma tecnico) e nella gara a squadre (programma libero), bronzo nella gara a squadre (programma acrobatico)
- Giochi europei

Cracovia 2023: oro nella gara a squadre programma tecnico e nella gara a squadra programma libero

### Coppa del Mondo
- 11 podi:
  - 5 vittorie (5 nella gara a squadre)
  - 3 secondi posti (3 nella gara a squadre)
  - 2 terzi posti (2 nella gara a squadre)

#### Coppa del mondo - vittorie
| Data           | Luogo    | Paese  | Disciplina   |
| -------------- | -------- | ------ | ------------ |
| 2 giugno 2023  | Oviedo   | Spagna | Team tecnico |
| 11 aprile 2025 | Soma Bay | Egitto | Team libero  |
| 12 aprile 2025 | Soma Bay | Egitto | Team tecnico |
| 1 maggio 2025  | Markham  | Canada | Team tecnico |
| 2 maggio 2025  | Markham  | Canada | Team libero  |